# Z5
Z5, Konrad Zuses första efterkrigstida datakonstruktion. Det var en relädator med stora likheter med den förbättrade Z4. Z5 blev föregångare till totalt 42 stycken reläbaserade maskiner, kallade Z11:or. Dessa producerades fram till mitten på 1950-talet i hans företag Zuse GK (Zuse Kommandit Gesellschaft)